# Língua konjo
A língua Konjo (Konzo), Também chamada Rukonjo, Olukonjo, Olukonzo e Lhukonzo,é uma língua Banta falada pelo povo Konjo de Uganda e da República Democrática do Congo. Tem 77% de similarida léxica com a Nande. 
Existem muitos dialetos, incluindo Sanza (Ekisanza).

## Escrita
A língua Konjo usa o alfabeto latino sem as letras C, J, K, Q, X; Usam-se as formas Gh, Gy, Ky, Lh, Mb, Nd, Ng, Ngy, Nt, Ny, Nz, Q, Th, Ts, Ü.

## Gramática

### Verbos
O infinitivo é indicado pelo prefixo eri- (antes de consoante) ou ery- (antes de vogal). Por exemplo: ery'asa ("vir").

## Amostra de texto
Abandu omububuthiranwa bakabuthawa ibanawithe obuthoki nobuholho obulingirirene, mobahangikwa ibanawithe amenge, neryo ibakathoka erighabania abathya ekibuya nekisandire. Nokweryo buli muyima atholere eryanza munyikiwe ngababuthenwe.
Português
Todos os seres humanos nascem livres e iguais em dignidade e direitos. Eles são dotados de razão e consciência e devem agir uns em relação aos outros em espírito de fraternidade. (Artigo 1 da Declaração Universal dos Direitos Humanos)